# Richard Peche
Richard Peche († 6. oder 7. Oktober 1182 in Stafford) war ein englischer Geistlicher. Ab 1161 war er Bischof von Coventry.

## Herkunft und Aufstieg zum Bischof von Coventry
Richard Peche war höchstwahrscheinlich ein unehelicher Sohn von Robert Peche. Sein Vater diente am Hof des englischen Königs Heinrich I. und wurde 1121 Bischof von Coventry. Er verschaffte seinem Sohn, obwohl dieser vermutlich noch ein Kind war, das einträgliche Amt des Archidiakons von Coventry. 1126 starb Robert Peche, und Richard wird erst um 1140 wieder als Archidiakon erwähnt. 1161 wurde er zum Bischof von Coventry nominiert. Zwar sollen weder Mönche des Kathedralpriorats von Coventry noch die Kanoniker des Kathedralkapitels von Lichfield Einwände gegen seine Wahl erhoben haben, doch seine Wahl zum Bischof als Sohn eines seiner Vorgänger war dennoch heftig umstritten. Der Chronist Ralph de Diceto berief sich auf Ivo von Chartres, um die Wahl zu rechtfertigen. Ob Richards Wahl auf Geheiß von König Heinrich II. erfolgte, ist unbekannt, doch der König soll auf jeden Fall keine Einwände erhoben haben. Richard wurde am 18. April 1161 zum Bischof geweiht. Nach unterschiedlichen Angaben erfolgte die Weihe durch Erzbischof Theobald von Canterbury oder durch dessen Bruder Bischof Walter von Rochester. Da Erzbischof Theobald am gleichen Tag gestorben sein soll, erfolgte die Weihe wahrscheinlich durch Bischof Walter.

## Bischof von Coventry
Im Konflikt zwischen dem neuen Erzbischof Thomas Becket und König Heinrich II. hielt sich Bischof Richard zurück und unterstützte nicht den Erzbischof, wofür ihn der Historiker David Knowles heftig kritisierte. Im Juni 1170 nahm er in Westminster Abbey an der Krönung von Heinrich dem Jüngeren, dem ältesten Sohn von Heinrich II. zum Mitkönig teil, was vom im Exil lebenden Becket scharf verurteilt wurde. Andererseits wirkte Richard um seine Diözese eifrig bemüht. Vor allem gelang es ihm, die Finanzen der Diözese zu sanieren. Die zehn Urkunden der Kathedrale von Lichfield, die aus seiner Amtszeit erhalten sind, enthalten mehrere Zuwendungen zugunsten der Kathedrale und des Kathedralkapitels. Anfang Mai 1181 beauftragte ihn der König, zusammen mit dem Baron John FitzRichard nach Dublin zu gehen, um nach der Abberufung des Justiciars Hugh de Lacy die Kontrolle der Stadt zu übernehmen. In Irland gingen sie jedoch nicht gegen Hugh de Lacy vor, und im Winter 1181 oder 1182 kehrte er mit John FitzRichard nach England zurück. Richard gilt, wohl zu Unrecht, als Gründer des Augustinerchorherrenpriorats bei Stafford, das dem heiliggesprochenen Thomas Becket gewidmet war. In dieses Priorat zog sich Richard kurz vor seinem Tod 1182 als Kanoniker zurück.